# Derlis Ayala
Derlis Ramón Ayala Sánchez (* 7. Januar 1990 in Ciudad del Este) ist ein paraguayischer Leichtathlet, der sich auf den Langstreckenlauf spezialisiert hat. Er ist Inhaber mehrerer Nationalrekorde seines Heimatlandes.

## Sportliche Laufbahn
Derlis Ayala trat zu Beginn seiner Leichtathletiklaufbahn in Mittelstrecken- und Hindernisläufen an. 2006 nahm er an den U18-Meisterschaften seines Heimatlandes teil und gewann über 3000 Meter und 2000 Meter Hindernis jeweils den Titel. 2007 trat er im Juni im Hindernislauf bei den U20-Südamerikameisterschaften in São Paulo an. Er zog in das Finale ein, in dem er mit einer Zeit von 9:29,49 min die Bronzemedaille gewinnen konnte. Einen Monat später trat er am gleichen Ort im 5000-Meter-Lauf bei den U20-Panamerikameisterschaften an und belegte im Ziel den elften Platz. Eine Woche später trat er schließlich im 3000-Meter-Lauf bei den U18-Weltmeisterschaften in Ostrava an, scheiterte dort allerdings knapp am Einzug in das Finale. 2008 trat er in Bydgoszcz bei den U20-Weltmeisterschaften im 1500-Meter-Lauf an, verpasste als Achter seines Laufes aber den Einzug in die nächste Runde. 2009 trat Ayala, erneut in São Paulo, zum zweiten Mal bei den U20-Südamerikameisterschaften an und konnte im Hindernislauf seine zweite Bronzemedaille gewinnen. In dieser Disziplin trat er einen Monat später auf Trinidad an Tobago, ebenfalls zum zweiten Mal, bei den U20-Panamerikameisterschaften an und gewann erneut die Bronzemedaille.
2011 trat Ayala in drei Disziplinen bei den Südamerikameisterschaften in Buenos Aires an. Zunächst trat er über 5000 Meter an und belegte mit Bestzeit von 14:35,77 min den zehnten Platz. Einen Tag darauf bestritt er das Finale des 1500-Meter-Laufes, in dem er allerdings nicht über Platz 12 hinauskam. Einen weiteren Tag später trat er schließlich im Hindernislauf an und belegte im Finale den 13. Platz. 2012 trat er über 5000 Meter bei den U23-Südamerikameisterschaften in Brasilien an und belegte den 13. Platz. Ende August trat er bei den Halbmarathonmeisterschaften Südamerikas in seiner Heimat zum ersten Mal überhaupt auf internationaler Ebene in dieser Disziplin an und belegte mit einer Zeit von 1:10:01 h den fünften Platz. 2015 gewann er über 5000 Meter und im 3000-Meter-Hindernislauf seine ersten Titel bei den nationalen Meisterschaften. Im November bestritt er in Valencia zum ersten Mal einen Marathon und absolvierte ihn in einer Zeit von 2:19:43 h. 2016 trat er im April beim Rotterdam-Marathon an und qualifizierte sich mit seiner Zeit von 2:17:32 h für die Olympischen Sommerspiele in Rio de Janeiro. Bei ihnen ging er im August an den Start, kam dort aber nicht in die Nähe seiner Bestzeit und erreichte mit Platz 135 als einer der Letzten das Ziel. Nach den Spielen belegte er den zweiten Platz beim Marathon von Asunción. Im November trat er zum zweiten Mal beim Valencia-Marathon an und steigerte sich auf 2:16:23 h.
2017 trat Ayala in der Heimat zum zweiten Mal bei den Südamerikameisterschaften an. Zunächst trat er über 10.000 Meter an, konnte den Wettkampf allerdings nicht beenden. Zwei Tage später standen die 5000 Meter an, bei denen er allerdings mit seiner schlechtesten Saisonleistung nicht über den elften Platz hinauskam. Anfang August trat er in London zum ersten Mal bei den Weltmeisterschaften an und belegte mit einer Zeit von 2:16:37 h einen respektablen 25. Platz. 2018 trat er im März bei den Halbmarathon-Weltmeisterschaften in Valencia an. Dabei lief er persönliche Bestzeit von 1:03:19 h und belegte damit den 51. Platz. Im April lief er binnen von zwei Tagen in Kalifornien neue Bestleistungen über 5000 und 10.000 Meter und hält seitdem mit 13:53,20 min bzw. 28:56,39 min die Nationalrekorde über diese Distanzen. Anfang Juni nahm er an den Südamerikaspielen in Bolivien teil. Das Rennen über 5000 Meter musste er aufgeben. Drei Tage später trat er im Hindernislauf an und belegte den sechsten Platz. Im September trat er in Argentinien bei den Südamerikanischen Marathon-Meisterschaften an und belegte mit Bestzeit von 2:13:41 h den vierten Platz. 2016 hatte er in Chile die Silbermedaille gewinnen können. 2019 trat Ayala im April beim London-Marathon an und belegte mit Bestzeit und Nationalrekord von 2:13:34 h den 19. Platz. Später im Juli trat er in Lima zum ersten Mal bei den Panamerikanischen Spielen an und belegte den fünften Platz im Marathon. Das gleiche Resultat erzielte er Im September bei den Marathon-Meisterschaften Südamerikas, wobei er sich auf eine Zeit von 2:10:27 h verbesserte. Bei den Weltmeisterschaften Anfang Oktober in Doha erreichte er das Ziel nicht. Mit seiner Marathon-Bestzeit aus dem September schaffte er die Qualifikation für die Olympischen Sommerspiele in Tokio. 2020 verbesserte sich Ayala beim Valencia-Marathon nochmal bis auf eine Zeit von 2:10:11 h. Bei den Olympischen Spielen belegte er in einer Zeit von 2:18:34 h den 43. Platz. Während der Schlussfeier war er der Fahnenträger seiner Nation.
2022 gewann er in der Heimat die Silbermedaille im Marathonlauf bei den Südamerikaspielen. 2023 trat Ayala im August bei den Weltmeisterschaften in Budapest an. Dort konnte er den Marathon nicht beenden.

## Wichtige Wettbewerbe
| Jahr                 | Veranstaltung                    | Ort                  | Platz                | Disziplin            | Zeit                 |
| Startet für Paraguay | Startet für Paraguay             | Startet für Paraguay | Startet für Paraguay | Startet für Paraguay | Startet für Paraguay |
| -------------------- | -------------------------------- | -------------------- | -------------------- | -------------------- | -------------------- |
| 2007                 | U20-Südamerikameisterschaften    | São Paulo            | 3.                   | 3000 m Hindernis     | 9:29,49 min          |
| 2007                 | U20-Panamerikameisterschaften    | São Paulo            | 11.                  | 5000 m               | 15:53,57 min         |
| 2007                 | U18-Weltmeisterschaften          | Ostrava              | 16.                  | 3000 m               | 8:34,80 min          |
| 2008                 | U20-Weltmeisterschaften          | Bydgoszcz            | 31.                  | 1500 m               | 3:58,56 min          |
| 2009                 | U20-Südamerikameisterschaften    | São Paulo            | 3.                   | 3000 m Hindernis     | 9:26,44 min          |
| 2009                 | U20-Südamerikameisterschaften    | São Paulo            | 6.                   | 5000 m               | 15:37,56 min         |
| 2009                 | U20-Panamerikameisterschaften    | Port-of-Spain        | 3.                   | 3000 m Hindernis     | 9:14,77 min          |
| 2011                 | Südamerikameisterschaften        | Buenos Aires         | 10.                  | 5000 m               | 14:35,77 min         |
| 2011                 | Südamerikameisterschaften        | Buenos Aires         | 12.                  | 1500 m               | 3:54,09 min          |
| 2011                 | Südamerikameisterschaften        | Buenos Aires         | 13.                  | 3000 m Hindernis     | 9:25,20 min          |
| 2012                 | U23-Südamerikameisterschaften    | São Paulo            | 13.                  | 5000 m               | 15:47,43 min         |
| 2016                 | Olympische Sommerspiele          | Rio de Janeiro       | 135.                 | Marathon             | 2:39:40 h            |
| 2017                 | Südamerikameisterschaften        | Asunción             | 11.                  | 5000 m               | 15:00,30 min         |
| 2017                 | Südamerikameisterschaften        | Asunción             |                      | 10.000 m             | DNF                  |
| 2017                 | Weltmeisterschaften              | London               | 25.                  | Marathon             | 2:16:37 h            |
| 2018                 | Halbmarathon-Weltmeisterschaften | Valencia             | 51.                  | Einzel               | 1:03:19 h            |
| 2018                 | Südamerikaspiele                 | Cochabamba           |                      | 5000 m               | DNF                  |
| 2018                 | Südamerikaspiele                 | Cochabamba           | 6.                   | 3000 m Hindernis     | 10:58,95 min         |
| 2019                 | Panamerikanische Spiele          | Lima                 | 5.                   | Marathon             | 2:12:54 h            |
| 2019                 | Weltmeisterschaften              | Doha                 |                      | Marathon             | DNF                  |
| 2021                 | Olympische Sommerspiele          | Tokio                | 42.                  | Marathon             | 2:18:34 h            |
| 2022                 | Südamerikaspiele                 | Asunción             | 2.                   | Marathon             | 2:17:13 h            |
| 2023                 | Weltmeisterschaften              | Budapest             |                      | Marathon             | DNF                  |

## Persönliche Bestleistungen
Freiluft
- 5000 m: 13:53,20 min, 20. April 2018, Torrance, (paraguayischer Rekord)
- 10.000 m: 28:56,39 min, 19. April 2018, Torrance, (paraguayischer Rekord)
- Halbmarathon: 1:03:19 h, 24. März 2018, Valencia, (paraguayischer Rekord)
- Marathon: 2:10:11 h, 6. Dezember 2020, Valencia, (paraguayischer Rekord)